# Daunou Theater
Das Théâtre Daunou ist ein Pariser Theater mit 450 Sitzplätzen in der Rue Daunou 7 im 2. Arrondissement. Die nächstgelegene Metro-Station ist Opéra.

## Geschichte
Im Auftrag des Stummfilm-Stars Jane Renouardt wurde das Theater 1921 nach den Plänen des Architekten Auguste Bluysen im Stil des Art déco erbaut. Die Innenausstattung vertraute Renouardt ihrer besten Freundin Jeanne Lanvin an, die sich mit ihrem Unternehmen Lanvin décoration von Armand Rateau unterstützen ließ, der für den Art déco als Autorität galt. Der Theatersaal war mit goldenen Margeriten, Jeanne Lanvins  Lieblingsblumen, geschmückt. Lanvin hatte nach ihnen auch ihre Tochter benannt.
Eingeweiht wurde das Theater am 30. Dezember 1921 mit dem Stück Une sacrée petite blonde von André Birabeau und Pierre Wolff, gefolgt von der Operette Ta bouche von Yves Mirande und Albert Willemetz; die Musik dazu stammte von Maurice Yvain. 
1926 mietete die Komödiantin Madeleine Carlier das Theater. 1939 wurde René Sancelme der neue Eigentümer und vermietete es an François d'Orgeix. 1946 vertraute Sancelme die Direktion seiner Frau an. 
Im Dezember 1971 zerstörte ein Brand das Theater. Es öffnete seine Türen nach den Wiederherstellungsarbeiten im Februar 1973 mit dem Stück Aurélia von Robert Thomas. 
Seit seiner Eröffnung gab das Theater überwiegend Komödien.
2020 wurde das Theatergebäude mit einer Fläche von 2 000 m²  von dem Immobilienhändler Groupe 6e sens Immobilier gekauft.